# Wilhelm Tschirch
Friedrich Wilhelm Tschirch, född 8 juni 1818 i Lichtenau i Schlesien, död 6 januari 1892 i Gera, var en tysk tonsättare
Tschirch var 1843–52 musikdirektör i Liegnitz, sedan hovkapellmästare i Gera. Han var en omtyckt kompositör av manskvartetter och inbjöds 1869 av sångföreningar i USA att konsertera med egna kompositioner (i bland annat Baltimore, New York, Washington, D.C. och Chicago). Som salongskompositör för piano kallade han sig Alexander Czersky. I övrigt skrev han konsertouvertyren Am Niagara, en opera, en mässa och större körverk med orkester, bland vilka Eine Nacht auf dem Meer prisbelöntes av akademien i Berlin, samt författade självbiografin Aus meinem Leben (1892). Fem bröder till Tschirch gjorde sig bemärkta på olika områden av tonkonsten.